# 57丁目駅 (IND6番街線)
57丁目駅（57ちょうめえき、英語: 57th Street）はマンハッタンの57丁目-6番街にあるニューヨーク市地下鉄IND6番街線の駅である。終日F系統が停車する。線路は駅の北で東に曲がり、IND63丁目線になる。

## 歴史
57丁目駅は、クリスティー・ストリート連絡線の建設に伴って新設された2駅のうち1駅として1968年7月1日に開業した（もう1駅はグランド・ストリート駅）。開業時はラッシュ時のB系統およびオフピーク時のKK系統の終端駅であった。B系統はマンハッタン橋からBMTウェスト・エンド線を経由してコニー・アイランド駅へ、KK系統はクリスティ・ストリート連絡線、ウィリアムズバーグ橋、BMTジャマイカ線を経由してクイーンズ区の168丁目駅へ向かっていた。KK系統は1974年にK系統に改称されてブロードウェイ・ジャンクション駅止めになり、1976年には廃止された。MTAは1978年にジョン・F・ケネディ国際空港行きのJFKエクスプレスの運行を開始し、57丁目駅はその北端駅となった。
マンハッタン橋の修繕工事により運用が大きく変わり、B系統はセントラルパーク・ウェストから7番街駅経由でIND6番街を通る現在のルートに改められ、グランド・ストリート駅との間はシャトル運転のS系統に切り換えられた。1988年にはQ系統がIND6番街線経由となり、マンハッタン橋からBMTブライトン線を通ってブルックリン区内を急行運転するようになった。1989年に63丁目トンネルが開通すると、Q系統は新設された21丁目-クイーンズブリッジ駅まで延長された。1990年にはQ系統はB系統に置き換えられ、2001年にはクイーンズ区の63丁目トンネル連絡線が開業してB系統はF系統に切り換えられた。
2015-2019年の投資計画で、MTAは地下鉄内で老朽化している31駅の中に当駅を挙げ、これにより最大6か月間休止して全面的な改装を行い、USBチャージャーやWi-Fiの設置、壁面や照明の交換が行われた。2018年1月にNYCTは当駅と23丁目駅、28丁目駅及び34丁目-ペン・ステーション駅（IRTブロードウェイ-7番街線の駅とIND8番街線の駅の2駅とも）の改装工事の要求を許可、同年2月にはMTA取締役会はJudlau Contracting社と1億2500万ドルの契約を結んだ。これを受けて、当駅は改装のため2018年7月9日から同年12月19日まで営業休止となっていた。

## 駅構造
| G                  | 地上階                       | 出入口                                                                                            |
| M                  | 改札階                       | 改札、駅員詰所、メトロカード販売機                                                                |
| P プラットホーム階 | 南行線                       | ← コニー・アイランド-スティルウェル・アベニュー駅方面（47丁目-50丁目-ロックフェラー・センター駅） |
| P プラットホーム階 | 島式ホーム、左側のドアが開く |                                                                                                   |
| P プラットホーム階 | 北行線                       | → ジャマイカ-179丁目駅方面（レキシントン・アベニュー-63丁目駅）→                                  |

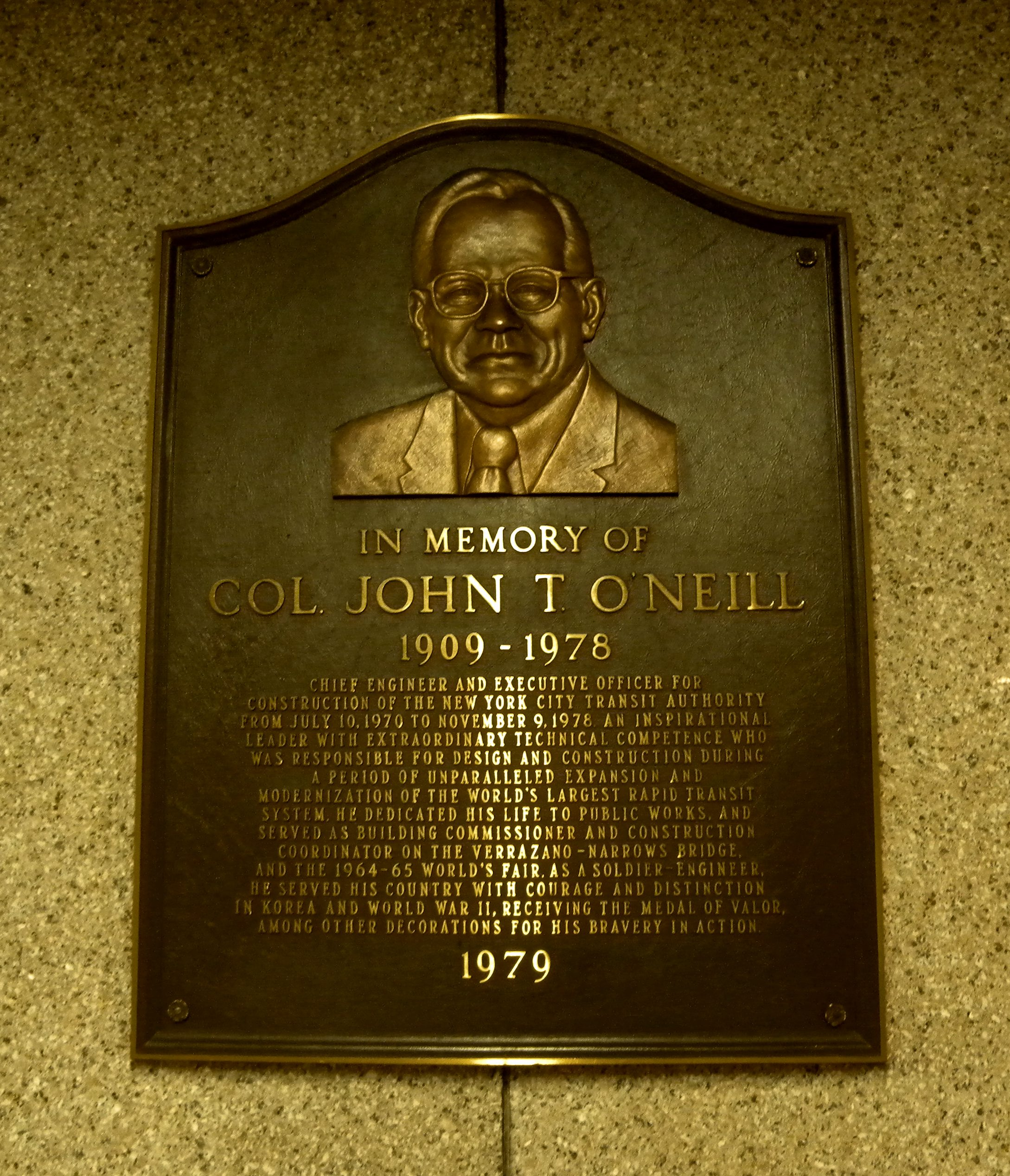
オニールを顕彰するプレート

57丁目駅はシンプルな島式ホーム1面2線の駅で、ニューヨーク市地下鉄の終端駅ではありふれた構造である。改札のスラムゲート型出口が撤去されたことを除けば、駅のデザインの多くは1968年の開業時から変わっていない。天井から吊り下げられた次列車表示器も残っており、終端駅だった名残を留めている。運転司令所と乗員詰所もまだ残っている。1989年に63丁目線が21丁目-クイーンズブリッジ駅まで延伸された際に使われなくなったが、1998年にBMTブロードウェイ線でクイーンズブリッジ駅 - 57丁目-7番街駅間のシャトル列車を運行するための工事期間中、IND6番街線の列車を当駅止めとすることになり、一時的に運用に復帰した。2001年12月にINDクイーンズ・ブールバード線への63丁目トンネル連絡線が完成して工事が終了したことから、運転司令所は完全に廃止された。
57丁目駅にはもはや残り少なくなった電話ボックスが残っており、メザニンの改札内に設置されているが、ドアは壊れている。1978年に亡くなるまでニューヨークシティ・トランジット・オーソリティのチーフ・エンジニアを務めたジョン・T・オニール退役大佐を顕彰するプレートが西側壁面の電話ボックス隣に飾られている。島式ホームは比較的広く、ホーム-メザニン間には6つの階段がある。メザニン-地上間には8つの階段があり、56丁目から57丁目にかけて6番街の両側に出ることができる。駅の壁は白塗りで、"57th st"の文字が書かれている。

## 大衆文化における駅
57丁目駅は以下の作品に登場している。

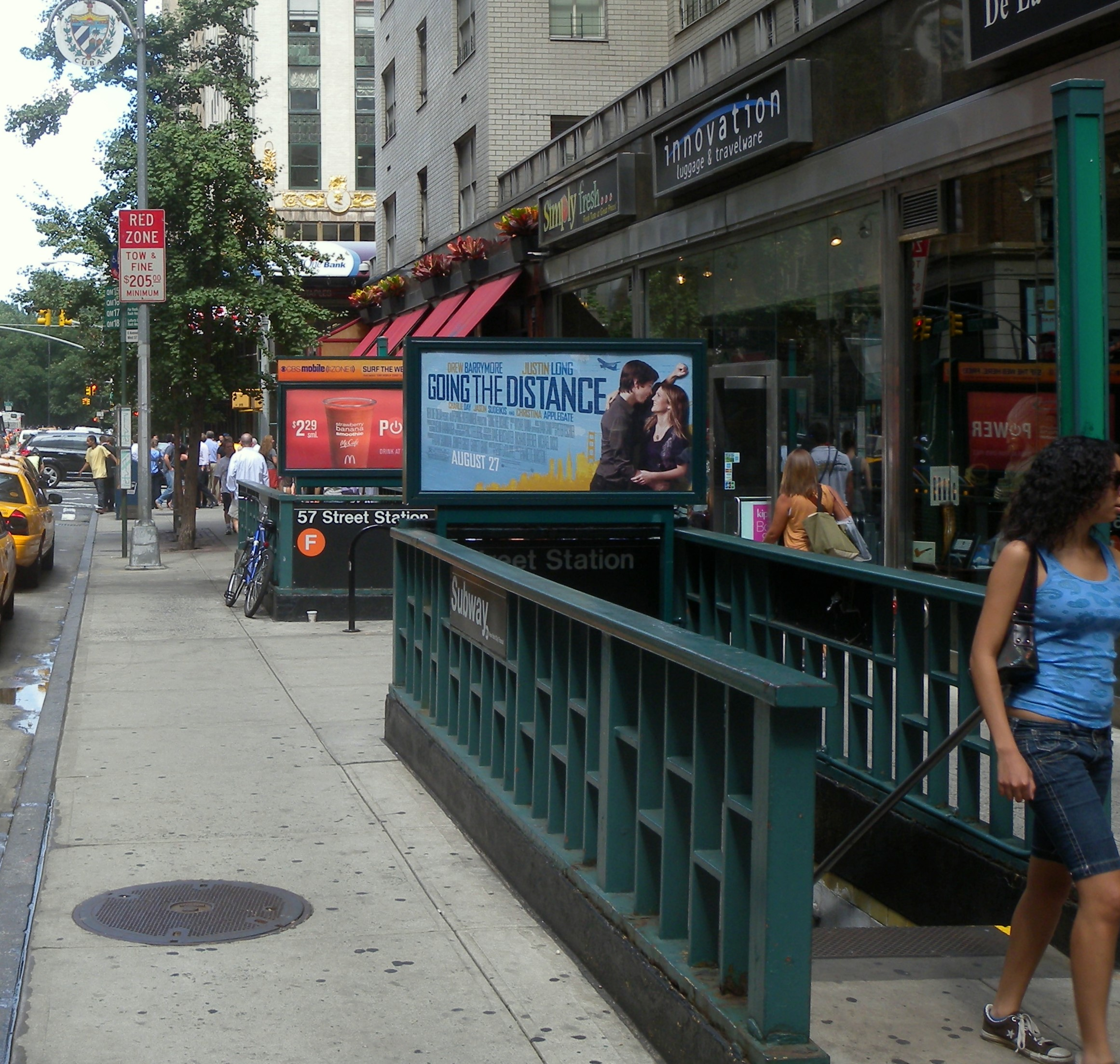
通りに面したエントランス

- 1973年のアル・パチーノ主演の犯罪映画『セルピコ』
- 1970年代のドラマシリーズ Rhoda の後半のオープニング・クレジットで主人公のローダとブレンダが電車に乗り遅れるシーンに登場する。
- 1984年公開の映画『ビート・ストリート』ではロック・ステディ・クルーとニューヨークシティ・ブレイカーズの戦闘が繰り広げられる。
- 1992年公開の映画『ホーム・アローン2』ではハリーとマーヴが当駅から6番街に出てくるシーンがある。”JFK Express”の標記も見える。
- 2011年の映画『ハロルド＆クマー　クリスマスは大騒ぎ！？（原題：A Very Harold And Kumar 3D Christmas）』ではハロルドとクマーがウクライナ・ギャングが盗んだクリスマスツリーの"ニール・パトリック・ハリス"を運ぶシーンで登場する。